# Andria Putkaradze
Andria Putkaradze, né le 11 juin 2013 à Batoumi (Géorgie), est un chanteur géorgien.
Il représente la Géorgie au Concours Eurovision de la chanson junior 2024 à Madrid qu'il remporte avec sa chanson To My Mom, offrant à la Géorgie sa quatrième victoire au concours. 

## Biographie
Andria Putkaradze naît le 11 juin 2013 à Batoumi, ville située en Géorgie au bord de la mer Noire,. Il commence à chanter dès l'âge de deux ans, puis rejoint le groupe Children of the Sea,. Il apprend ensuite à jouer du piano à l'école Zakaria Paliachvili ,,.
Le 26 mai 2024, il remporte la septième édition de Ranina, la sélection nationale géorgienne pour l'Eurovision Junior, organisée par le diffuseur géorgien GPB,. Un mois plus, le 30 juin 2024, il est confirmé comme représentant géorgien au Concours Eurovision de la chanson junior 2024 à Madrid,.
Le 16 novembre 2024, il interprète sa chanson en 9e position dans l'ordre de passage, entre le représentant polonais et la représentante espagnole. Il remporte le vote des jurys internationaux avec 180 points (dont douze « 12 points ») puis se classe 6e du vote des téléspectateurs avec 59 points, devançant ainsi le Portugal et l'Ukraine et remportant cette édition 2024 avec un total de 239 points,. Avec sa victoire, la Géorgie totalise quatre victoires au concours,.